# Jean Masarès
Œuvres principales
- Comme le pélican du désert (1950)

Jean Masarès est un écrivain et critique cinématographique français, lauréat du prix des Deux Magots en 1951.

## Biographie
Durant la Seconde Guerre mondiale, Jean Masarès fut infirmier militaire, notamment dans un asile d'aliénés, ce qui lui inspirera à la fin des années 1940 des récits de son expérience dans des articles et colloques universitaires,.

## Œuvre
- 1950 : Comme le pélican du désert, éditions Julliard — prix des Deux Magots 1951
- 1953 : L'Inutile, éditions Julliard